# Bříza karpatská
Bříza karpatská (Betula carpatica), jinak také bříza pýřitá karpatská, je druh listnatého stromu či keře z čeledi břízovitých (Betulaceae). Tento typ břízy vznikl zkřížením břízy pýřité (Betula pubescens) s různými severskými druhy břízy, což činí tento druh velmi variabilním. V Červeném seznamu cévnatých rostlin České republiky je uveden jako taxon vyžadující další pozornost.

## Popis
Rostliny v podobě stromu či keře dorůstají do výšky 2-12 m, běžná je životnost přes 150 let. 
Kořeny se velmi dobře uzpůsobené k adaptaci na různorodém podkladu - jsou mělké, intenzivně větvené a široce rozrostlé, což napomáhá této bříze stabilně růst na velmi extrémních stanovištích.
Kmen je běžně velmi pokroucený a zprohýbaný (rovněž se ochotně adaptuje extrémnímu terénu) plstnaté letorosty mladých rostlin brzy olysávají. Vícevrstvá borka se průběžně v tenkých proužcích slupuje, barvu má bílou, šedivou, žlutavou, hnědou, u starších exemplářů na spodní části kmene tmavá a rozpukaná. Větve, tvořící nepravidelnou, řídkou korunu, jsou oproti kmenu znatelně tmavší.
Listy mají kosníkový, srdčitý či vejčitý tvar, jsou 2,5-6,5 × 2,5-5 cm velké, rostou po 2-4 na jednom brachyblastu, okraje jsou hrubě pilovité, na konci zašpičatělé, báze je uťatá či okrouhlá, rub je olysalý, líc je kožovitý, řídce chlupatý až holý, na mladých větvích plstnatý.
Samčí jehnědy rostou na loňských větvích po 1-3. Samičí jehnědy rostou na 0,5-2 cm dlouhé stopce, jsou podlouhlé vejčité až válcovité, před svou plodnou fází vzpřímené, posléze převislé. Doba kvetení je květen až červen.
Plodem je dvoukřídlá nažka, 1,5-3 × 2-4 mm velká, křídla jsou obdobné šířky co semeno. Plody dozrávají v červenci až září.

## Ekologie
Druh tvoří ostrůvkovité porosty na rašeliništích, či na okrajích podmáčených smrčin, skalnatých a sutinných lesů horského až subalpínského stupně.
Pro druh nosatce Coeliodinus nigritarsis představuje bříza karpatská zdroj potravy. Dusík je rostlině dodáván prostřednictvím hub, se kterými udržuje skrze kořeny symbiotický vztah.

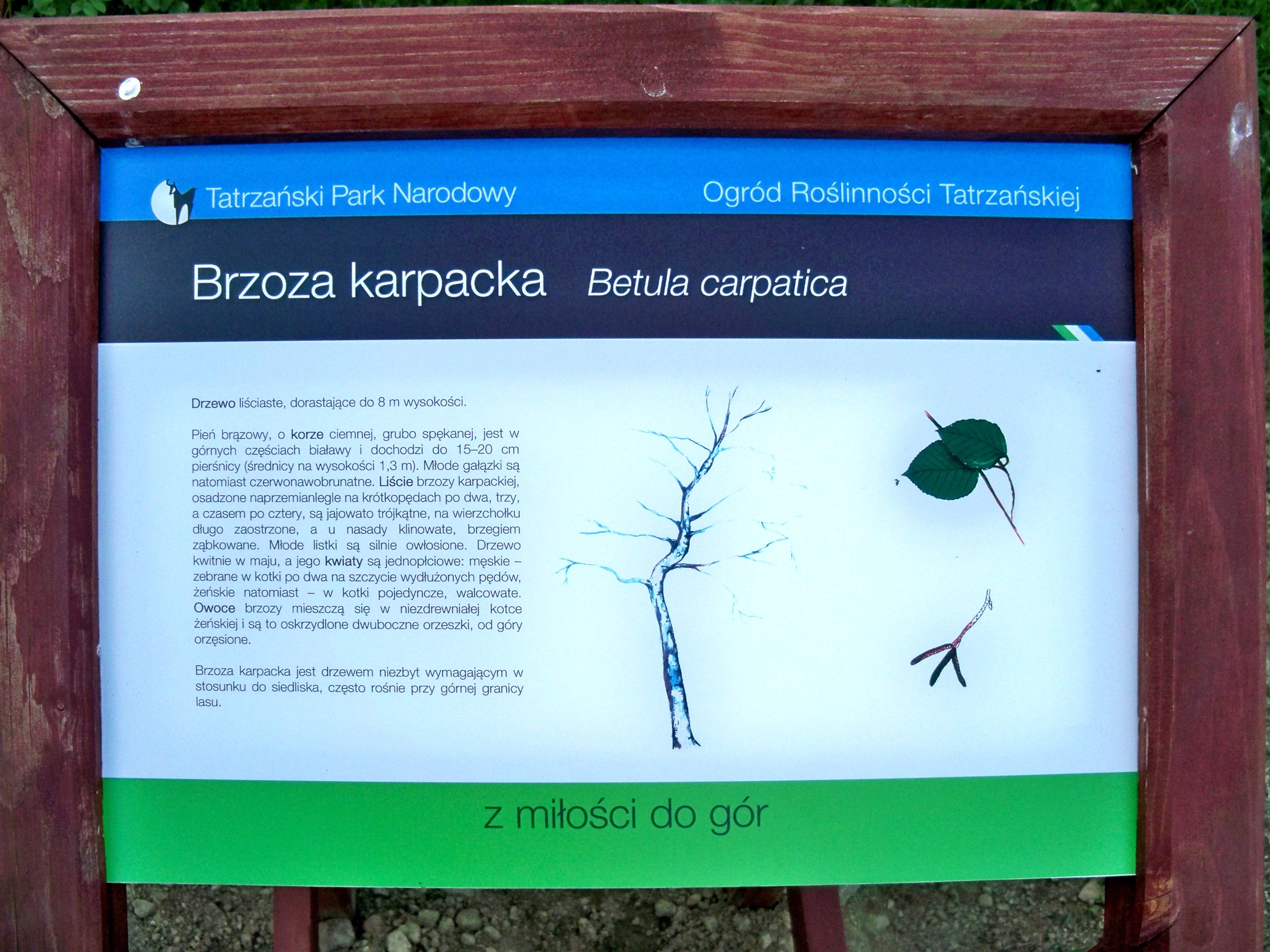

## Rozšíření
Areálem výskytu břízy karpatské jsou pouze hornaté oblasti střední Evropy.
V České republice roste tento strom zejména v oblastech severních hraničních pohoří, konkrétně Karlovarské vrchoviny, Krušných hor, Lužických hor, Jizerských hor, Krkonoš, dále se vyskytuje také v oblasti Hrubého Jeseníku a na Šumavě.